# Бущинский, Стефан
Сте́фан Бущи́нский (пол. Stefan Buszczyński, 26 декабря 1821, с. Молодковичи Подольской губернии Российской империи — 20 октября 1892, Краков) — польский писатель, публицист. Участник польского восстания (1863).

## Биография
Шляхтич герба Стремя. Изучал гуманитарные науки в киевском университете святого Владимира.
В 1862 году, опасаясь последствий преждевременного восстания в Польше, Стефан Бущинский написал и издал на свои средства и распространил брошюру «Терпение или революция». В начале январского восстания 1863 года в Польше активно включился в деятельность заговорщиков.
За участие в восстании после его поражения у Стефана Бущинского было конфисковано имение на Подолье, а сам он, эмигрировавший во Францию, был заочно приговорен царскими властями к смертной казни.
В Париже занялся литературно-публицистической деятельностью.
Был членом историко-литературного общества (с 1867), Краковского научного общества (с 1869) и Польской академии знаний (с 1872).
В 1878 году он вернулся на родину и поселился во Львове, а с 1887 года — в Кракове. Сотрудничал с журналами и газетами «Kraj», «Nowa Reforma», «Ruch literacki».
Умер в Кракове и похоронен на Раковицком кладбище.

## Литературно-публицистическая деятельность
Патриотические и демократические взгляды С. Бущинского нашли отражение в его литературных произведениях. Автор ряда книг и статей политического содержания.
Наиболее важной работой С. Бущинского стала написанная в Париже в 1867 году книга «Падение Европы» (La decadence de l’Europe), среди читателей которой были: Наполеон III, Жюль Мишле и Виктор Гюго. В ней автор подробно описал своё видение будущей единой объединенной Европы, с парламентом в Брюсселе.

## Избранная библиография
- Подолье, Волынь и Украина. Права польской короны на эти края. (1862)
- Падение Европы (Париж, 1867)
- Будущее Австрии (1869)
- Раны Европы. (1875)
- Америка и Европа. (1876)
- Рукопись XX века от рождества Христа. (1881)
- Значение Польши и её борьбы за независимость (1882)
- Защита искаженной нации (1884—1894)
- Славянское дело Польши и права народов (1884)
- Миссия славян и обособленность Руси (1885) и др.